# Dhollandia
Dhollandia is een Belgische fabrikant en distributeur van hydraulische laadkleppen en liften voor het laden en lossen van vracht- en bestelwagens, opleggers en aanhangwagens. Het bedrijf heeft zijn hoofdkantoor in Lokeren en is wereldwijd actief.

## Geschiedenis
Dhollandia is in 1968 als familiebedrijf in Belsele opgericht door Omer Dhollander en zijn vrouw Maria De Block. In 1987 verhuisde de onderneming naar Lokeren. In de loop der tijd groeide het bedrijf uit tot een van de grootste constructeurs in Europa van laadkleppen en laadliften. Anno 2012 produceerde het met een aantal productievestigingen ruim 28.000 kleppen op jaarbasis en heeft het tussen 1968 en 2012 in totaal meer dan 450.000 kleppen geproduceerd. In 2001 nam Dhollandia twee failliete concurrenten over, Solid en Trans Balans, beide in Turnhout gevestigd. Vanaf het begin van de 21ste eeuw is de leiding van het bedrijf in handen van de kinderen van Dhollander, Nancy en Jan Dhollander, en hun partners.